# Obadiah Johnson
Obadiah Johnson, (Hastings, Serra Leoa 29 de Junho de 1849 — Londres, Setembro 1920) foi um médico nigeriano filho de Crioulos da Serra Leoa  Foi o segundo nigeriano a formar-se médico e — com o irmão, o reverendo Samuel Johnson — foi co-autor da obra A History of the Yorubas from the Earliest Times to the Beginning of the British Protectorate (História dos Iorubás desde os Primeiros Tempos até ao Início do Protetorado Britânico)

## Vida
Obadiah era o quarto de sete filhos de uma família vítima de um segundo ciclo de escravatura na Serra Leoa. Originalmente da Nigéria, Johnson era um alafim do Império de Oió por ser descendente do alafim Abiodum (c. 1770–1789). Em 1858, a família Johnson mudou-se para a Nigéria, quando o pai foi transferido para Ibadã.
Johnson foi o segundo nigeriano a formar-se médico, concluindo os seus estudos na Universidade de Edimburgo 1889. De 1890 a 1897 foi Diretor dos Serviços Médicos em Lagos. Embora fosse uma conquista histórica, Johnson ficou famoso por outra razão.
Em 1897, o irmão mais velho, o reverendo Samuel Johnson, concluiu uma grande obra sobre a história dos iorubás, mas, nas próprias palavras de Johnson, "um infortúnio singular ... se abateu sobre os manuscritos originais desta história e como resultado, o autor não viveu para ver em livro os seus mais de 20 anos de trabalho". Em 1899, os manuscritos tinham sido enviados para uma editora em Londres através de uma sociedade missionária, mas nunca mais se ouviu falar deles.
Johnson visitou a Inglaterra em 1900 e visitou a editora, onde foi informado que os manuscritos tinham sido perdidos. A editora ofereceu-se a compensar pela perda, mas Johnson logo percebeu que algo não estava certo e ele e o irmão decidiram deixar o assunto morrer. Samuel Johnson faleceu um ano mais tarde, a 29 de abril de 1901. Assim sendo, Obadiah Johnson teve de refazer a história a partir dos copiosos apontamentos e observações deixadas pelo autor.
Em agosto de 1901, Johnson foi nomeado membro não oficial do Conselho Legislativo da Colónia de Lagos. Foi conselheiro não oficial em 1903, quando houve uma crise sobre o pagamento de impostos os governantes nativos sobre os seus súbditos, dos quais os europeus estavam isentos. O governador William MacGregor pediu a opinião de Christopher Sapara Williams, Charles Joseph George e Obadiah Johnson na qualidade de líderes indígenas. Tanto o governador quanto os líderes nigerianos eram a favor de manter os impostos para não desagradar os chefes nativos.
Johnson morreu em Londres em 1920, um ano antes da publicação do livro História dos Iorubás desde os Primeiros Tempos até ao Início do Protetorado Britânico, também em Londres. O livro é reconhecido universalmente como um estudo pioneiro e um livro com grande mérito, que garantiu o lugar dos dois Johnsons na história.